# ابراهيم شكري دبدوب
إبراهيم شكري دبدوب، هو الرئيس التنفيذي لمجموعة بنك الكويت الوطني  وعمل سكرتيرا لمجلس إدارة البنك عدة سنوات. هو فلسطيني من عائلة مسيحية، تخرّج في تشرين الثّاني (1961)  في الكويت وحصل على الجنسية الكويتيّة،  في عام 1969 أصبح رئيساً لإدارة القروض. وفي عام 1980 صار نائباً لرئيس المديرين العامين بالبنك. وفي أوائل عام 1983، تبوأ منصب الرئيس التنفيذي، وما زال يحتل هذا المنصب حتى الوقت الحاضر.

## مسيرته العمليّة
بدأ حياته العملية موظفا في بنك الكويت الوطني، الذي التحق به بعد تخرجه الجامعي في يناير/ تشرين الثاني 1961
.عمل سكرتيرا لمجلس إدارة البنك عدة سنوات، بذل خلالها جهدا كبيرا
. في العام 1969، أصبح رئيسا لإدارة القروض
. في العام 1980، صار نائبا لرئيس المديرين العامين بالبنك
. في مطلع العام 1983، تبوأ منصب الرئيس التنفيذي، ومازال يحتل هذا المنصب حتى الوقت الحاضر

## مناصبه
يرأس حالياً إلى جانب موقعه التنفيذي، شركة بنك الكويت الوطني لإدارة الاستثمار بلندن، ونائب رئيس بنك الكويت الوطني (انترناشيونال) بلندن، ورئيس بنك الكويت الوطني (سويسرا) في جنيف، ورئيس بنك الكويت الوطني (لبنان).
استطاع بنك الكويت الوطني تحت رئاسته أن يحصل على أعلى التصنيفات المصرفية على مستوى الشرق الأوسط.
        1- بدأ حياته العملية موظفا صغيرا في بنك الكويت الوطني، الذي التحق به بعد تخرجه الجامعي في يناير 1961
       2-عمل سكرتيرا لمجلس إدارة البنك عدة سنوات، بذل خلالها جهدا كبيرا حتى نال ثقة الجميع بكفاءته وقدراته
       3- في العام 1969 أصبح رئيسا لإدارة القروض
      4- في العام 1980 صار نائبا لرئيس المديرين العامين بالبنك
     5-  في مطلع العام 1983 تبوأ منصب الرئيس التنفيذي، ومازال يحتل هذا المنصب حتى الوقت الحاضر باقتدار ونجاح بارزين
      6- يرأس حاليا إلى جانب موقعه التنفيذي، شركة بنك الكويت الوطني لإدارة الاستثمار بلندن، ونائب رئيس بنك الوطني (انترناشيونال) بلندن، ورئيس بنك الكويت الوطني في جنيف (سويسرا) ورئيس بنك الكويت الوطني (لبنان).
     7-  استطاع التغلب على أزمتين يمكن وصفهما بـ أصعب ما يمكن أن يمر من أحداث في تاريخ مؤسسة مصرفية أو غير مصرفية، هما: أزمة انهيار سوق الكويت للأوراق المالية المعروفة باسم أزمة المناخ في العام 1982 وأزمة الغزو العراقي لدولة الكويت في العام 1991.
        8- يدير مؤسسة ضخمة يعمل بها أكثر من 1400 موظف، في 46 فرعا محليا، وشبكة فروع خارجية واسعة حول العالم.

## كلية شكري ابراهيم
تأسست كلية شكري ابراهيم دبدوب لادارة الاعمال مع نشأة الجامعة في عام 1973 وذلك بتخصص رئيس وحيد وعدد محدود من الطلبة، حالها حال باقي كليات الجامعة في ذلك الحين.
بدأت الكلية بالتوسع تدريجياً حيث أضيف التخصص الرئيس في المحاسبة عام 1992 والذي يؤهل الطالب للحصول على درجة البكالوريوس في المحاسبة. وجاء ذلك التطور استجابة إلى ازدياد الحاجة في السوق الفلسطيني إلى المحاسبين بشكل ملحوظ. ومنذ ذلك الحين تعمل الكلية على تطوير برامجها بشكل مستمر دون توقف لجعلها أكثر ملاءمة لاحتياجات الأسواق المحلية والعربية والعالمية.
وعند ادخال التخصص الجديد في المحاسبة تم تقسيم الكلية إلى قسمين، الأول قسم إدارة الأعمال والثاني قسم المحاسبة.
حصلت كلية إدارة الأعمال عام 2005 على اعتماد جديد لبدء عرض أول برنامج ماجستير في جامعة بيت لحم منذ تأسيسها وهو برنامج الماجستير في التنمية والتعاون الدولي وذلك تلبية لاحتياجات السوق المحلي لخريجي مجهزين بمهارات ضرورية في مجالات التنمية والتعاون الدولي. ويعمل كل من خريجي هذا البرنامج بنجاح في المنظمات الأهلية وغير الحكومية المحلية والأجنبية فضلاً عن وكالات الأمم المتحدة ومكاتب الوكالة الأمريكية للتنمية والوظائف الحكومية في فلسطين.

## جوائز
فاز بالقاب عدة ومن أبرزها أفضل مصرفي لعام 1995 من جمعية المصرفيين العرب، وأفضل مصرفي عربي من اتحاد المصارف العربية.
استطاع بنك الكويت الوطني تحت رئاسته أن يحصل على أعلى التصنيفات المصرفية على مستوى الشرق الأوسط.
استطاع بنك الكويت الوطني تحت رئاسته أن يحصل على أعلى التصنيفات المصرفية على مستوى الشرق الأوسط.